# Patria (álbum de Quilapayún)
Patria es el decimotercer álbum de estudio oficial de la banda chilena Quilapayún, publicado en 1976.

## Lista de canciones
| N.º | Título                                | Letras           | Música                          | Duración |  |
| 1.  | «Mi Patria» (1a grabación)            | Fernando Alegría | Eduardo Carrasco *              |          |  |
| 2.  | «El paso del ñandú»                   | instrumental     | Rodolfo Parada *                |          |  |
| 3.  | «Te recuerdo Amanda»                  | Víctor Jara      | Víctor Jara *                   |          |  |
| 4.  | «Vals de Colombes»                    | instrumental     | Eduardo Carrasco *              |          |  |
| 5.  | «Continuará nuestra lucha»            | Pablo Neruda     | Rodolfo Parada & Quilapayún     |          |  |
| 6.  | «Recitado y cueca autobiográfica»     | Hernán Gómez **  | Eduardo Carrasco *              |          |  |
| 7.  | «Ventolera»                           | instrumental     | Eduardo Carrasco & Hugo Lagos * |          |  |
| 8.  | «Padre, hermano y camarada»           | Isidora Aguirre  | Cirilo Vila *                   |          |  |
| 9.  | «Machu-Pichu»                         | instrumental     | Hugo Lagos & Eduardo Carrasco * |          |  |
| 10. | «Un son para Cuba»                    | Pablo Neruda     | Quilapayún                      |          |  |
| 11. | «Patria de multitudes» (1a grabación) | Hernán Gómez     | Eduardo Carrasco *              |          |  |

* Arreglos por Quilapayún.
** Recitada por Quilapayún.

## Créditos
Quilapayún
- Eduardo Carrasco
- Carlos Quezada
- Willy Oddó
- Hernán Gómez
- Rodolfo Parada
- Hugo Lagos
- Guillermo García